# Escuela para solteras
Escuela para solteras o Águila con las hermanas es una película de comedia musical mexicana de 1965, producida y escrita por Alfredo Zacarías, dirigida por Miguel Zacarías y protagonizada por Luis Aguilar, Antonio Aguilar, Amador Bendayán, Javier Solís, Sara García, Fanny Cano, Flor Silvestre, Lucha Moreno, Alma Delia Fuentes, Carmela Rey, José Alfredo Jiménez y Manuel López Ochoa. 
La historia se centra en Amador, un hombre que desea casarse con su joven novia llamada Estrella, pero la abuela de esta última no permitirá que eso suceda hasta que sus demás nietas también se casen, por lo que en busca de completar su cometido empieza a buscarle un esposo a cada una de ellas.

## Argumento
Una noche, con ayuda de su amigo el médico, Amador le lleva serenata a su novia Estrella. Al concluir, plática con ella y le comenta que va a pedir su mano en matrimonio. Le muestra el anillo de bodas que compró para ella y luego de ponérselo finge que ya no se lo puede quitar para que así Amador cumpla su promesa de pedirle matrimonio. Al día siguiente, le pide a don Filemón que lo acompañe a casa de doña Bernarda, la abuela de Estrella, para pedir su mano, pero él se niega a hacerlo. Tras esto, Amador asiste solo a la casa de su novia, y ahí, doña Bernarda le cuestiona sus intenciones y en lugar de presentarle a Estrella, le presenta a Lucha, la más grande de todas sus nietas; las gemelas  Elisa y Felisa, Julieta, y Lucero. Él le dice que su novia es Estrella, pero la abuela le dice que de ninguna manera dejará que su nieta más joven se case si sus demás nietas no lo han hecho, por lo que corre a Amador de la casa. En una explicación, doña Bernarda cuenta que ha tomado esa decisión luego de que a ella le sucediera precisamente eso, que todas sus hermanas se casaran mientras ella se quedó soltera el resto de su vida, por lo que todas comprenden la situación y prometen que a menos de que todas se casen al mismo tiempo, ninguna de ellas lo hará. Lucha por su parte recuerda a su novio José Alfredo Hernández «el Desesperado», a quien a estado esperando por varios años porque le prometió que volvería una vez que «hiciera fortuna».
Luego de la decisión de las hermanas, Amador empieza un plan para buscarle un marido a cada una de ellas, teniendo como objetivo principal que Lucha sea la primera en casarse. Cuando un ingeniero llega al pueblo de San Antonio, lugar donde viven, Amador aprovecha para buscarle asilo en la casa de doña Bernarda, la cual termina aceptando al ser convencida de que podría ser el futuro esposo de Lucha. Luego de su primer hazaña, el médico, que esta enamorado de Julieta, le reclama celoso y enojado el haber metido al ingeniero a casa de doña Bernarda. En una idea que todos los reclamos le dan, Amador le encomienda al médico ir a hablar con Julieta, y él empieza a provocar una epidemia de paperas en todo el pueblo luego de darle a probar unas paletas de dulce a una niña con dicho padecimiento, las cuales le termina vendiendo a todos los habitantes del poblado, entre ellos Julieta. Esta última se enferma también y es visitada por el médico, ambos se dan cuenta de que se gustan. Al mismo tiempo, Lucero y el ingeniero se conocen, y en un tipo de amor a primera vista, los dos empiezan a gustarse. Como su plan de que el ingeniero se enamoré de Lucha sigue fallando, va en asistencia de un brujo para que le prepare una poción que haga que ambos terminen enamorados, pero en lugar de que se la tome el ingeniero, el sacerdote del pueblo, que se encontraba en la casa, es quien se la termina bebiendo. 
En la feria del pueblo de San Antonio, llegan los charros Luis Álvarez y Antonio Contreras, por lo que Amador los aborda para añadirlos a su lista de prospectos a casarse con Lucha. Ambos asisten a la feria con el objetivo de apostar en las peleas de gallos, por lo que Amador obliga a Lucha a ir a cantar una canción previo a la pelea para que uno de los dos hombres se enamoré de ella, sin lograr conseguir nada. Como lo anterior no funciona, Amador les pone como apuesta el ver quien de los dos enamora a la «primera muchacha bonita que se encuentre sola». Aceptando el reto, se encuentran con Estrella, quien en un intentó de poner celoso a Amador por ignorarla al estar ocupado en sus intentos como casamentero, Luis hace el primer intento en enamorarla al ganar un juego de águila o sol con Antonio. Amador de percata de ello y empieza a perseguirlos hasta lograr llevarse a Estrella y alejarla de los dos. Por lo sucedido, Luis y Antonio buscan y encuentran a Amador para que les devuelva a Estrella, pero este logra escaparse. Volviendo a buscarlo, Antonio conoce a Felisa y ambos se enamoran, y Luis conoce a Elisa y sucede lo mismo. Como todos sus intentos de encontrarle pareja a Lucha han sido en vano, Amador decide ir hasta Guadalajara, Jalisco para traer devuelta a su novio José Alfredo. Después de ser humillado por un fotógrafo para niños que lo retrata contra su voluntad, Amador encuentra a Alfredo cantando en una cantina, y logra llevárselo después de pagarle una deuda y  enfrentarse en una pelea con el cejudo, el jefe de Alfredo que no le permitía irse debido al dinero que le debía. Adicionalmente, Amador le compra un rancho llamado «la tusa» en cincuenta mil pesos. 
Al regresar al pueblo, Lucha recibe a Alfredo molesta por haberla dejado sola diez años y por haber vendido el rancho que ya valía «una millonada», y Estrella con Amador por haberse ido a Jalisco sin decirle nada. Por otro lado, Luis y Antonio le llevan serenata a Felisa y Elisa respectivamente, desconociendo que son gemelas. Al mismo tiempo, Amador también quiere darle una serenata a Estrella. El hecho de desconocer que son gemelas provoca que Luis y Antonio se peleen y también le recriminen a Amador su propósito al creer que los tres están enamorados de la misma mujer. En respuesta, Luis y Antonio asustan a Amador disparándole al suelo para que salte, lo que provoca que se desmaye y sufra un shock nervioso. Al recuperarse, las hermanas le reprochan haberles conseguido novio a sus espaldas, pero después lo comprenden al enterarse de que todo lo había hecho por el amor que le tiene a Estrella. Finalmente, Luis y Antonio conocen formalmente a las gemelas y cada uno se va con su enamorada, y de la misma forma lo hacen todas sus demás hermanas. Encima a todo esto, don Filemón le confiesa a doña Bernarda que ha estado enamorado de ella desde hace mucho tiempo. Posteriormente, José Alfredo se casa con Lucha, el ingeniero con Lucero, el médico con Julieta, Antonio con Felisa, Luis con Elisa, Amador con Estrella, y don Filemón con doña Bernarda.

## Reparto
- Luis Aguilar como Luis Álvarez[3]
- Antonio Aguilar como Antonio Contreras[3]
- Amador Bendayan como Amador[3]
- Javier Solís como el médico[3]
- Sara García como doña Bernarda[3]
- Fanny Cano como Estrella[3]
- Óscar Ortiz de Pinedo como don Filemón[3]
- Flor Silvestre como Elisa / Felisa[3]
- Lucha Moreno como Lucha[3]
- Alma Delia Fuentes como Julieta[3]
- Carmela Rey como Lucero[4]
- José Alfredo Jiménez como José Alfredo Hernández «el Desesperado»[4]
- Manuel López Ochoa como el ingeniero[4]
- Mario Alberto Rodríguez como sacerdote[4]
- Xavier Lopez "Chabelo" como fotógrafo[4]
- Nathanael León «Frankenstein» como el cejudo[4]
- Mario García «Harapos» como brujo[4]

### Sin acreditar
- Armando Acosta como cantinero[4]
- Manuel Vergara como hombre gay en la feria[4]

## Música

### Números musicales
- «Serenata sin luna» - Javier Solís
- «La bola negra» - José Alfredo Hernández «el Desesperado» y Javier Solís
- «Camino de Guanajuato» - Luis Álvarez y Antonio Contreras
- «Amor del alma» - Javier Solís y Lucero
- «Canta canta» - Elisa, Felisa y Amador
- «Cuando sale la luna» - Manuel López Ochoa
- «La mano de Dios» - Lucero
- «Alma de acero» - Lucha
- «La enorme distancia» - Elisa y Felisa
- «El mala estrella» - Luis Álvarez y Antonio Contreras
- «El desesperado» - José Alfredo Hernández «el Desesperado»
- «El silencio de la noche» - Lucha y José Alfredo Hernández «el Desesperado»
- «El siete mares» - Antonio Contreras
- «Despacito» - Luis Álvarez